# 南渡江铁桥
南渡江铁桥是海南岛南渡江上一座已关闭且部分损毁的桁架桥，由大日本帝國陸軍于1940年代修建，是跨南渡江最早的大桥，也是海南日占时期日军修建的第一座桥梁，以及中华民国广东省的第一座大桥。 

## 建造历史
1939年2月10日夜间日本陆军板田支队和大日本帝国海军第五舰队从海口西北角登陆，次日昼间占领海口海关。为尽快对海南岛进行资源开采和运输，1940年6月日本正式开始该铁桥的施工。为了保密和防止破坏，铁桥土木部分均由日本公司承包，钢架部分由台湾造船公司高雄造船厂制作并安装，施工领导均为日本人，也有部分台湾人和朝鲜人，劳工则来自当地强征的海南乡民。根据设计单位清水组的图纸，铁桥全长785.34米，宽6.8米，桥身距离洪水最高水位2米，最大载重20吨，使用年限20年。1942年，南渡江铁桥建成通车，有守桥日军常年看守。

## 使用及损毁
1945年，盟军飞机曾多次对南渡江铁桥进行轰炸，但都没有击中。日本宣布投降後，國民革命軍接管了铁桥并将之作为军队专用桥，民用车辆很少通过。
1950年中国人民解放军登陆海南岛后为了行车安全，限制过桥车辆载重不得超过10吨，只准单向行驶，大客车要落客过桥。
1984年，新南渡江大桥落成通车后南渡江铁桥完全停止使用并封闭。2000年10月，海口遭遇洪水袭击，铁桥西南部分被冲垮后多次有人提出拆除，直到2009年被确定为文物保护单位。但因修缮资金难落实，2013年就有计划进行修缮却一直未能动工。